# Radek Bajgar
Radek Bajgar (*19. září 1962 Kroměříž) je český publicista, televizní producent, scenárista a režisér, původním povoláním lékař.

## Život
Vystudoval Lékařskou fakultu Masarykovy univerzity v Brně v roce 1986 a jako psychiatr se živil do roku 1989. Byl redaktorem, později šéfredaktorem magazínu Reflex. Od roku 1993 pracoval pro TV Nova jako šéfredaktor publicistiky a podílel se například na pořadech Na vlastní oči, Občanské judo nebo Tabu. Od roku 2004 byl vedoucím projektu české soap opery Ulice, v roce 2006 se stal vedoucím oddělení vývoje nových formátů. Později byl kreativním producentem na Nově a v České televizi. V letech 2015 až 2016 byl podruhé šéfredaktorem časopisu Reflex.
Jako televizní režisér debutoval filmem Villa Faber z roku 2011. Na jaře 2014 Česká televize uvedla jeho autorský seriál Neviditelní, na kterém se kromě režie podílel také jako hlavní scenárista a producent. V roce 2016 měl v kinech premiéru jeho film Teorie tygra. V roce 2019 natočil film Teroristka, s Ivou Janžurovou v hlavní roli, a také seriál Černé vdovy. O dva roky později režíroval film Kurz manželské touhy, na němž se též podílel jako scenárista (spolu s Mirkou Zlatníkovou).